# Coccophagus immaculatus
Coccophagus immaculatus är en stekelart som beskrevs av Howard 1881. Coccophagus immaculatus ingår i släktet Coccophagus och familjen växtlussteklar. Inga underarter finns listade i Catalogue of Life.